# أفوناتو (إيواته)
مدينة أفوناتو (بالإنجليزية: Ōfunato)‏ هي أحد المدن التابعة لمحافظة إيواته. تأسست رسميًا في 01/04/1952. ويقدر عدد سكانها بـ 42119 نسمة حسب تقدير مكتب الإحصاء الياباني لعام 2012. تبلغ مساحة أفوناتو 323.28 كم2. بكثافة سكانية تبلغ 130 نسمة/كم2.

## المناخ
يظهر الجدول التالي التغييرات المناخية على مدار السنة لأفوناتو:
| البيانات المناخية لـأفوناتو         | البيانات المناخية لـأفوناتو | البيانات المناخية لـأفوناتو | البيانات المناخية لـأفوناتو | البيانات المناخية لـأفوناتو | البيانات المناخية لـأفوناتو | البيانات المناخية لـأفوناتو | البيانات المناخية لـأفوناتو | البيانات المناخية لـأفوناتو | البيانات المناخية لـأفوناتو | البيانات المناخية لـأفوناتو | البيانات المناخية لـأفوناتو | البيانات المناخية لـأفوناتو | البيانات المناخية لـأفوناتو |
| الشهر                               | يناير                       | فبراير                      | مارس                        | أبريل                       | مايو                        | يونيو                       | يوليو                       | أغسطس                       | سبتمبر                      | أكتوبر                      | نوفمبر                      | ديسمبر                      | المعدل السنوي               |
| ----------------------------------- | --------------------------- | --------------------------- | --------------------------- | --------------------------- | --------------------------- | --------------------------- | --------------------------- | --------------------------- | --------------------------- | --------------------------- | --------------------------- | --------------------------- | --------------------------- |
| الدرجة القصوى °م (°ف)               | 16.8 (62.2)                 | 17.7 (63.9)                 | 23.9 (75.0)                 | 32.0 (89.6)                 | 34.7 (94.5)                 | 33.7 (92.7)                 | 35.5 (95.9)                 | 37.0 (98.6)                 | 34.0 (93.2)                 | 28.2 (82.8)                 | 22.8 (73.0)                 | 21.2 (70.2)                 | 37.0 (98.6)                 |
| متوسط درجة الحرارة الكبرى °م (°ف)   | 4.5 (40.1)                  | 5.0 (41.0)                  | 8.3 (46.9)                  | 14.1 (57.4)                 | 18.5 (65.3)                 | 21.5 (70.7)                 | 24.8 (76.6)                 | 26.9 (80.4)                 | 23.6 (74.5)                 | 18.6 (65.5)                 | 13.0 (55.4)                 | 7.5 (45.5)                  | 15.5 (59.9)                 |
| المتوسط اليومي °م (°ف)              | 0.8 (33.4)                  | 1.1 (34.0)                  | 3.8 (38.8)                  | 9.2 (48.6)                  | 13.7 (56.7)                 | 17.4 (63.3)                 | 21.0 (69.8)                 | 23.0 (73.4)                 | 19.5 (67.1)                 | 14.0 (57.2)                 | 8.3 (46.9)                  | 3.6 (38.5)                  | 11.3 (52.3)                 |
| متوسط درجة الحرارة الصغرى °م (°ف)   | −2.7 (27.1)                 | −2.6 (27.3)                 | −0.4 (31.3)                 | 4.4 (39.9)                  | 9.2 (48.6)                  | 13.9 (57.0)                 | 18.0 (64.4)                 | 20.0 (68.0)                 | 16.0 (60.8)                 | 9.6 (49.3)                  | 3.8 (38.8)                  | −0.1 (31.8)                 | 7.4 (45.3)                  |
| أدنى درجة حرارة °م (°ف)             | −11.0 (12.2)                | −11.6 (11.1)                | −8.5 (16.7)                 | −4.3 (24.3)                 | 0.2 (32.4)                  | 3.8 (38.8)                  | 4.9 (40.8)                  | 10.2 (50.4)                 | 4.7 (40.5)                  | −0.3 (31.5)                 | −4.8 (23.4)                 | −9.2 (15.4)                 | −11.6 (11.1)                |
| الهطول مم (إنش)                     | 49.9 (1.96)                 | 45.5 (1.79)                 | 98.0 (3.86)                 | 142.8 (5.62)                | 145.2 (5.72)                | 172.9 (6.81)                | 204.2 (8.04)                | 196.5 (7.74)                | 201.8 (7.94)                | 140.7 (5.54)                | 94.1 (3.70)                 | 50.4 (1.98)                 | 1٬541٫9 (60.70)             |
| متوسط تساقط الثلوج سم (إنش)         | 19 (7.5)                    | 23 (9.1)                    | 13 (5.1)                    | 1 (0.4)                     | 0 (0)                       | 0 (0)                       | 0 (0)                       | 0 (0)                       | 0 (0)                       | 0 (0)                       | 2 (0.8)                     | 11 (4.3)                    | 69 (27)                     |
| متوسط أيام هطول الأمطار (≥ 0.5 mm)  | 7.2                         | 7.0                         | 10.2                        | 10.4                        | 10.6                        | 11.7                        | 14.6                        | 11.5                        | 12.5                        | 10.2                        | 8.1                         | 7.9                         | 121.9                       |
| متوسط الرطوبة النسبية (%)           | 62                          | 62                          | 63                          | 66                          | 72                          | 79                          | 83                          | 82                          | 80                          | 74                          | 69                          | 64                          | 71                          |
| ساعات سطوع الشمس الشهرية            | 142.8                       | 136.9                       | 157.6                       | 173.0                       | 180.3                       | 147.3                       | 132.7                       | 148.8                       | 116.3                       | 140.7                       | 134.9                       | 132.0                       | 1٬743٫1                     |
| المصدر: Japan Meteorological Agency |                             |                             |                             |                             |                             |                             |                             |                             |                             |                             |                             |                             |                             |

## أعلام
- كينتا ماتسودا
- شيرو أسانو